# Gilver Zurita
Zurita  Ferrufino est un nom espagnol. Le premier nom de famille, en général paternel, est Zurita ; le second, en général maternel, souvent omis, est Ferrufino.
Gilver Zurita Ferrufino (né le 30 décembre 1986 à Tarata) est un coureur cycliste bolivien.

## Palmarès
- 2011
  - 9ea étape du Tour de Bolivie
  - 2e du championnat de Bolivie sur route
  - 2e du championnat de Bolivie du contre-la-montre
- 2012
  - 3e du Tour de Bolivie
- 2013
  -  Champion de Bolivie sur route
  - 2e du championnat de Bolivie du contre-la-montre
- 2014
  - 2e et 4e étapes du Tour du sud de la Bolivie
  - 2e du championnat de Bolivie du contre-la-montre
- 2015
  - 2e du championnat de Bolivie du contre-la-montre
  - 3e du championnat de Bolivie sur route
- 2021
  - 3e du championnat de Bolivie sur route

## Classements mondiaux
| Année            | 2011 | 2012 | 2013 | 2014 | 2014 |
| ---------------- | ---- | ---- | ---- | ---- | ---- |
| UCI America Tour | 326e | 269e | 104e | 65e  | 145e |